# Diego Rojas Orellana
Diego Nicolás Rojas Orellana (Antofagasta, Chile, 15 de febrero de 1995) es un futbolista profesional chileno que se desempeña como centrocampista y actualmente juega en Curicó Unido de la Primera B de Chile.

## Trayectoria

### Inicios
Oriundo de la población Bonilla de Antofagasta, comenzó a jugar fútbol a los seis años, jugando en la posición de delantero en el Arturo Prat de su ciudad natal. Posteriormente, llegó a la sub-15 de Deportes Antofagasta, en donde lo posicionaron como lateral izquierdo. Luego de un campeonato con su colegio, en donde llegaron a la final, el cuadro vencedor de ese encuentro lo pidió de refuerzo para un torneo en Temuco, donde es elegido como Mejor Jugador del Torneo y segundo goleador del torneo con 10 goles, es visto por el veedor Alfonso Garcés, quien lo llevó a Universidad Católica.

### Universidad Católica
Llegó en 2009 a las series inferiores de Universidad Católica con catorce años pero siempre jugando en categorías mayores a las de su edad algo que siempre le destacaron sus técnicos. En sus primeros años en el Fútbol Formativo Cruzado y con la camiseta de la UC ya ha conquistado títulos nacionales en los torneos del fútbol joven de la ANFP siendo destacada figura en todos los partidos y torneos disputados en sus categorías. Con 16 años firmó su contrato como futbolista profesional en la Universidad Católica. Es considerado el mayor proyecto de la cantera cruzada junto a Nicolás Castillo quien emigró al extranjero.
Su debut en Primera División con el primer equipo de la Católica fue el sábado 27 de octubre de 2012 jugando ante Cobresal en El Salvador por la fecha 15 del Torneo Clausura 2012, entrando a los 61' minutos. El 14 de noviembre vuelve a jugar por el primer equipo cruzado, en el triunfo 2-1. Esta vez sería por la Copa Chile en el partido de ida de los octavos de final contra Santiago Morning, Rojas entró a los 64' minutos.
Su primer gol en Primera División con la camiseta Cruzada fue el 25 de enero de 2014. El tanto significaría el empate 1-1 frente a Audax Italiano. Luego el 23 de julio de 2014 marca un espectacular gol de tiro libre en la victoria por 2-0 de Universidad Católica ante Iberia por la Copa Chile.
En el Torneo Clausura 2015 Diego comenzaría a demostrar que era un jugador a ver, recordado es el clásico contra Colo Colo donde entró como reemplazo de Darío Bottinelli y se transformaría en la figura del partido, entregando 2 asistencias en el triunfo del elenco cruzado por 2 - 1.
Para el Torneo Apertura 2015 se volvería titular en el equipo de la franja. debutaría con pie derecho, jugando como titular contra Deportes Iquique en el norte lograría abrir la cuenta en el triunfo cruzado marcando el primer gol en un duelo que terminaría 0 - 2 con el cual Católica se llevaría la primera victoria del torneo. El 6 de diciembre el equipo caería frente a Audax Italiano en el estadio de la florida lo cual le impediría salir campeón a Universidad Católica.
Aunque no logró coronarse campeón con el equipo de la precordillera Diego Rojas se convirtió en el Jugador Revelación del torneo, elegido por el prestigioso Diario El Gráfico Chile
En el Torneo Clausura 2016 marcó su primer gol en la 3.ª fecha frente a Santiago Wanderers en el triunfo 4 - 2 de la zaga cruzada. En el partido siguiente frente a Universidad de Concepción vuelve a marcar su 2.º gol logrando la victoria por 2 - 4. El 30 de abril se tomaría revancha de torneo anterior y se coronaría campeón con el equipo de la franja.

### Everton de Viña de Mar
Al no tener cabida en la Católica de Mario Salas para el segundo semestre Diego es enviado a préstamo al Everton de Viña del Mar. En el equipo Oro y cielo debuta como titular en el primer partido del Torneo de Clausura 2016, donde cae 3 - 1 frente a Deportes Iquique. Se vuelve un titular indiscutido jugando casi todos los partidos (no fue convocado al partido contra Universidad Católica por una expulsión en el partido anterior contra Palestino).

## Selección nacional
Fue seleccionado chileno sub-17 en el Campeonato Sudamericano Sub-17 de 2011 teniendo tan solo 15 años, donde jugó 1 partido, entrando a los 85' frente a Venezuela. Fue convocado por el técnico Mario Salas para disputar el Campeonato Sudamericano Sub-20 de 2013, donde jugó dos partidos, y convirtiendo un gol en la victoria 3-2 ante Paraguay. Fue convocado por Técnico Hugo Tocalli para disputar el Campeonato Sudamericano Sub-20 de Uruguay de 2015, jugó dos partidos de titular y 1 ingreso en el complemento.
| Torneo                   | Sede                | Resultado           | Partidos | Goles |
| ------------------------ | ------------------- | ------------------- | -------- | ----- |
| Sudamericano Sub-17 2011 | Ecuador             | Primera fase        | 1        | 0     |
| Sudamericano Sub-20 2013 | Argentina           | Cuarto lugar        | 2        | 1     |
| Sudamericano Sub-20 2015 | Uruguay             | Primera Fase        | 3        | 0     |
| Total de su carrera      | Total de su carrera | Total de su carrera | 6        | 1     |

Pese a que integró la nómina final para la Copa Mundial de Fútbol Sub-20 de 2013, Rojas sufrió una fractura en el quinto metatarsiano de su pie derecho, en el duelo amistoso ante Uzbekistán, y quedó marginado de la convocatoria. Diego Valdés ocupó su lugar.
Fue convocado por el técnico Claudio Vivas para integrar la nómina Sub-21 en el Torneo Esperanzas de Toulon de 2014 con sólo 19 años. En el torneo Rojas jugó 3 partidos, entrando desde la banca contra Francia y Portugal, y haciéndolo de titular frente a México, sien embargo Chile fue colista de su grupo y quedando eliminado de la competencia en la primera fase.
| Competencia                         | Sede    | Resultado    | PJ | Goles |
| ----------------------------------- | ------- | ------------ | -- | ----- |
| Torneo Esperanzas de Toulon de 2014 | Francia | Primera fase | 3  | 0     |

## Estadísticas

### Clubes
| Club                         | Div.          | Temporada     | Liga  | Liga  | Copas nacionales | Copas nacionales | Torneos internacionales | Torneos internacionales | Total | Total | Media goleadora |
| Club                         | Div.          | Temporada     | Part. | Goles | Part.            | Goles            | Part.                   | Goles                   | Part. | Goles | Media goleadora |
| ---------------------------- | ------------- | ------------- | ----- | ----- | ---------------- | ---------------- | ----------------------- | ----------------------- | ----- | ----- | --------------- |
| Universidad Católica · Chile | 1.ª           | 2012          | 1     | 0     | 2                | 0                | —                       | —                       | 3     | 0     | 0.00            |
| Universidad Católica · Chile | 1.ª           | 2013-14       | 9     | 1     | 4                | 0                | —                       | —                       | 13    | 1     | 0.08            |
| Universidad Católica · Chile | 1.ª           | 2014-15       | 16    | 2     | 2                | 1                | —                       | —                       | 18    | 3     | 0.17            |
| Universidad Católica · Chile | 1.ª           | 2015-16       | 25    | 4     | 7                | 2                | 3                       | 0                       | 35    | 6     | 0.17            |
| Universidad Católica · Chile | 1.ª           | 2018          | 18    | 0     | 2                | 0                | —                       | —                       | 20    | 0     | 0.00            |
| Universidad Católica · Chile | Total club    | Total club    | 69    | 7     | 17               | 3                | 3                       | 0                       | 89    | 10    | 0.11            |
| Everton · Chile              | 1.ª           | 2016-17       | 12    | 1     | 4                | 1                | —                       | —                       | 16    | 2     | 0.13            |
| Everton · Chile              | Total club    | Total club    | 12    | 1     | 4                | 1                | 0                       | 0                       | 16    | 2     | 0.13            |
| Palestino · Chile            | 1.ª           | 2017          | 11    | 0     | 1                | 0                | —                       | —                       | 12    | 0     | 0.00            |
| Palestino · Chile            | Total club    | Total club    | 11    | 0     | 1                | 0                | 0                       | 0                       | 12    | 0     | 0.00            |
| Unión La Calera · Chile      | 1.ª           | 2019          | 3     | 0     | 2                | 1                | —                       | —                       | 5     | 1     | 0.2             |
| Unión La Calera · Chile      | Total club    | Total club    | 3     | 0     | 2                | 1                | 0                       | 0                       | 5     | 1     | 0.2             |
| Deportes Valdivia · Chile    | 2.ª           | 2020          | 16    | 1     | —                | —                | —                       | —                       | 16    | 1     | 0.06            |
| Deportes Valdivia · Chile    | Total club    | Total club    | 16    | 1     | 0                | 0                | 0                       | 0                       | 16    | 1     | 0.06            |
| San Luis · Chile             | 2.ª           | 2021          | 28    | 1     | 2                | 0                | —                       | —                       | 30    | 1     | 0.03            |
| San Luis · Chile             | Total club    | Total club    | 28    | 1     | 2                | 0                | 0                       | 0                       | 30    | 1     | 0.03            |
| SJK · Finlandia              | 1.ª           | 2022          | 23    | 3     | 4                | 1                | 3                       | 1                       | 30    | 5     | 0.17            |
| SJK · Finlandia              | 1.ª           | 2023          | 24    | 3     | 6                | 0                | —                       | —                       | 31    | 3     | 0.1             |
| SJK · Finlandia              | Total club    | Total club    | 47    | 6     | 10               | 1                | 3                       | 1                       | 60    | 8     | 0.13            |
| Curicó Unido · Chile         | 2.ª           | 2024          | 27    | 4     | 2                | 0                | —                       | —                       | 29    | 4     | 0.13            |
| Curicó Unido · Chile         | 2.ª           | 2025          | 1     | 1     | 3                | 1                | —                       | —                       | 4     | 2     | 0.05            |
| Curicó Unido · Chile         | Total club    | Total club    | 28    | 5     | 5                | 1                | 0                       | 0                       | 34    | 6     | 0.17            |
| Total carrera                | Total carrera | Total carrera | 214   | 21    | 41               | 7                | 6                       | 1                       | 261   | 29    | 0.11            |
| 1. 2. 3.                     |               |               |       |       |                  |                  |                         |                         |       |       |                 |

## Palmarés

### Campeonatos nacionales
| Título                   | Equipo                   | País  | Año    |
| ------------------------ | ------------------------ | ----- | ------ |
| Copa de Campeones Sub-19 | C.D Universidad Católica | Chile | 2013   |
| Primera División         | C.D Universidad Católica | Chile | 2016-C |
| Primera División         | C.D Universidad Católica | Chile | 2018   |

### Distinciones individuales
| Distinción | Año  |
| --- | ---- |
| Elegido Mejor Jugador de Torneo y Sub-goleador con 11 goles en Campeonato Nacional Escolar Bicentenario - Temuco (entre 256 jóvenes de todo Chile.) representando a la Segunda Región | 2009 |
| Solicitado a préstamo fútbol joven por la UC, Campeón Fútbol Joven ANFP sub-15, elegido mejor jugador de su serie en la UC                                                            | 2010 |
| Elegido como mejor jugador y figura promisoria de campeonato Mini mundial de Valdivia (entre 360 jóvenes)                                                                             | 2010 |
| Elegido como el jugador revelación de la UC en la serie formativas | 2010 |
| Elegido mejor jugador del Campeonato Copa UC (entre 144 jugadores nacionales e internacionales)                                                                                       | 2012 |
| Elegido Mejor Jugador en torneo Oberndorf, en Alemania, gira europea selección chilena sub-20.                                                                                        | 2012 |
| Elegido mejor jugador de la categoría sub-19 en fútbol formativo de la UC, (17 años)                                                                                                  | 2012 |
| Por segunda vez Elegido mejor jugador de la categoría sub-19 en fútbol formativo de la UC                                                                                             | 2013 |
| Elegido Jugador Revelación por diario El Gráfico Chile, en Torneo Apertura 2015-2016                                                                                                  | 2015 |
| Primer futbolista chileno en anotar en la historia de la UEFA Europa Conference League, frente al Lillestrøm de Noruega.                                                              | 2022 |